# Shinkansen-Baureihe L0
Die Shinkansen-Baureihe L0 (jap. 新幹線L0系電車 Shinkansen L0-kei densha) ist ein in Entwicklung befindlicher japanischer Hochgeschwindigkeits-Magnetschwebezug, der auf der erweiterten Yamanashi-Teststrecke, einem Teil der bis 2027 geplanten Chūō-Shinkansen, zum Einsatz kommt. Seine Bezeichnung setzt sich zusammen aus L für Linearmotor und 0, eine Hommage an die „Ur“-Shinkansen der Baureihe 0, womit der Beginn einer neuen Ära zum Ausdruck gebracht werden soll.

## Geschichte
2006 wurde der Ausbau des 18,4 km langen Kurses in der Präfektur Yamanashi und damit einhergehend der Erwerb von 14 Zugteilen beschlossen. Ziel ist es, den Betrieb langer Zusammenstellungen bei über 500 km/h zu analysieren sowie einen wirtschaftlichen Wartungsbetrieb für die Fahrzeuge zu entwickeln. Beschafft werden vier End- und zehn Mittelwagen, um verschiedene Formationen bilden zu können.
Der Prototyp der Baureihe L0 wurde im November 2012 der Öffentlichkeit vorgestellt. Die Präsentation der ersten fünfteiligen führerlosen Garnitur erfolgte Mitte 2013. Seit August 2013 werden, nach fünf Jahren Bauzeit, auf 42,8 Kilometern Probefahrten unternommen.
Bei einer Testfahrt im April 2015 erreichte der Zug eine Rekordgeschwindigkeit von 603 km/h.
Im April 2020 wurden neue Endwagen sowie ein Mittelwagen der Öffentlichkeit vorgestellt. Sie ersetzen die jeweiligen Wagen des ersten Prototypen und sollen zu einer 13%igen Verringerung des Luftwiderstandes führen, was sowohl dem Energieverbrauch, als auch den Schallemissionen zugutekommen soll. Zudem wurde die Position der Frontkamera zur Streckenüberwachung geändert, die sich nun hinter einer Windschutzscheibe auf etwa der gleichen Höhe wie die Fenster der Fahrgäste befindet. Der neue Prototyp ist seit August 2020 im Einsatz.

## Technik und Gestaltung
Die Reihe basiert auf dem Versuchsfahrzeug MLX01, das seit 1998 auf der Yamanashi-Strecke Tests absolvierte. Für eine ideale Aerodynamik erhält die Front der L0-Endwagen wie beim MLX01-901A eine 15 Meter lange „Nase“. Die Außenhülle wurde gegenüber dem Vorgänger nochmals auf geringe Luftreibung hin optimiert. Dies dient auch der möglichst schnellen Beschleunigung des erst auf Gummirädern laufenden Fahrzeugs aus dem Stand auf 150 km/h, um dann das ähnlich einem Kissen wirkende elektrodynamische Schwebesystem zur Geltung zu bringen. Das Profil der Baureihe ist kleiner als das bisheriger Shinkansen, abweichend vom MLX01-901A auch rechteckiger, um eine komfortable 2+2-Bestuhlung im Inneren zu ermöglichen. So werden bei 2,9 m Breite und 3,1 m Höhe in den 28 m langen Endwagen 24, in den Mittelwagen mit 24,3 m 68 Sitzplätze realisiert.
Die Lackierung mit blauen Streifen auf weißem Grund erfolgt im Corporate Design der Central Japan Railway Company und greift dabei das Thema „Geschwindigkeit“ auf.